# Potyczka w Ostródzie

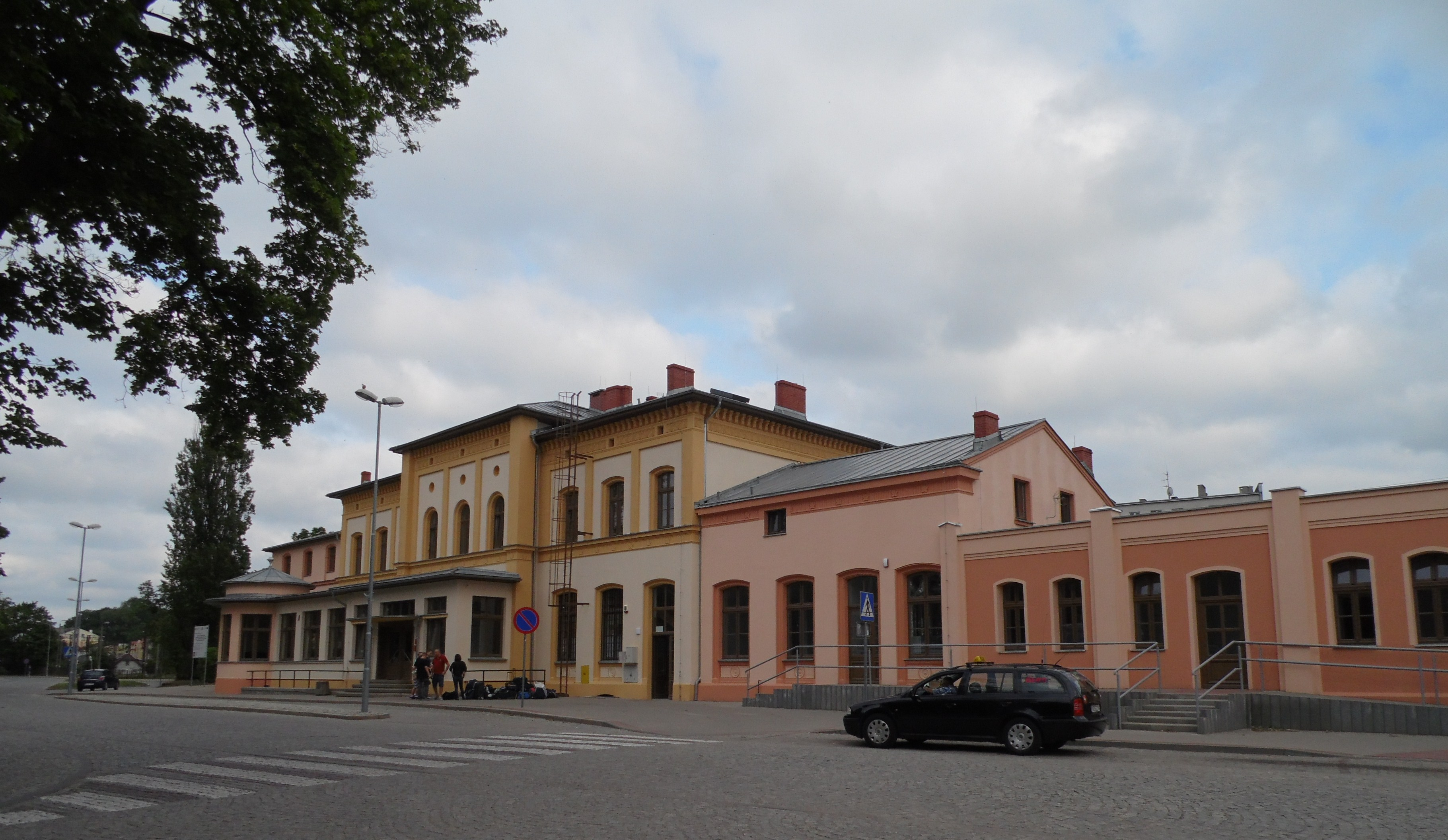
Dworzec w Ostródzie, który był areną wydarzeń w 1946

Potyczka w Ostródzie – potyczka pomiędzy żołnierzami Wojska Polskiego i Straży Ochrony Kolei, a pijanymi czerwonoarmistami, która miała miejsce w godzinach wieczornych 15 stycznia 1946.
Po godzinie 19:40 Marian Dumny, mieszkaniec Ostródy, w trakcie zakupów w sklepie przy ostródzkim dworcu został zaczepiony przez pijanych Sowietów, których w tym sklepie przebywało około piętnastu. Został ostatecznie ograbiony z gotówki i wódki. Udał się wówczas na dworzec i zawiadomił o tych faktach placówkę SOK. Zastępca Komendanta SOK Bazyli Randoman wysłał trzyosobowy patrol do sklepu wraz z pokrzywdzonym, a gdy ten wskazał sprawców, Sowieci zarepetowali broń. Dumny i część patrolu zbiegli, ale dowódca Stanisław Dudczak został schwytany i pobity do nieprzytomności. Sowieci mieli też odmówić zapłaty w sklepie, co miało być inną przyczyną zajść. Na widok kolejnego polskiego patrolu Rosjanie, ostrzeliwując się, uciekli w kierunku budynku Państwowego Urzędu Repatriacyjnego. Po zebraniu sił do budynku PUR zbliżyła się silna grupa Polaków: żołnierzy, sokistów, milicjantów i pracowników UB. Sześciu czerwonoarmistów otworzyło do nich ogień i nie przerwało go na wezwania. Grupa polska wycofała się poza linię torowisk kolejowych, a Sowieci rzucili się do ucieczki. W pogoń za Rosjanami ruszyli: strażnik SOK Czesław Kafarski i kapral Wojska Polskiego Michał Ludwicki. Obaj prawdopodobnie pojmani zostali przez żołnierzy sowieckich i po rozbrojeniu rozstrzelano ich. 
Po odkryciu ich zwłok rozpoczęło się wyłapywanie Sowietów na terenach dworcowych i doprowadzanie na strażnicę SOK. Dwóch z nich zastrzelono podczas prób ucieczki. Do strażnicy dotarł też mocno pobity Stanisław Dudczak. W pomieszczeniach strażnicy zgrupowało się około 30 osób. Panowała tam atmosfera odwetu, a trzech pojmanych czerwonoarmistów zostało pobitych. Funkcjonariusze UB polecili Komendantowi SOK Karolowi Hochlajterowi trzymać Rosjan u siebie, dopóki nie zostaną przewiezieni do siedziby Powiatowego Urzędu Bezpieczeństwa Publicznego. W tym czasie do Polaków dotarła informacja o rzekomej sowieckiej odsieczy, która nadciąga do Ostródy. Hochlajter polecił pozbyć się kłopotliwych więźniów z posterunku. Najprawdopodobniej zostali oni wyprowadzeni i rozstrzelani w ustronnym miejscu. Odsiecz sowiecka ostatecznie nigdy nie nadeszła.
Przed Wojskowym Sądem Rejonowym w Olsztynie stanęło dziesięciu uczestników wydarzeń – dziewięciu strażników SOK i jeden funkcjonariusz UB. Pięciu z nich zostało skazanych na kary od sześciu miesięcy do piętnastu lat więzienia, a resztę uniewinniono. Najdłuższy wyrok otrzymał Jerzy Knowiakowski, który według oskarżycieli miał jakoby dobić jednego z czerwonoarmistów. Lektura akt sądowych z procesu nasuwa jednak wiele pytań. M.in. protokoły sekcji zwłok wszystkich zabitych Sowietów, jako powód śmierci podają strzał w bok głowy, co byłoby trudne do wykonania w czasie nocnej strzelaniny. Kary odbywali jedynie Karol Hochlajter i Jerzy Knowiakowski (18 lat) - inni skazani zostali zwolnieni już 17 września 1946. Knowiakowski, mimo młodego wieku, odsiedział dziesięć lat, a jego prośby o skrócenie kary pozostawały bez echa. Niektórzy z oskarżonych zeznawali w procesie, że w trakcie śledztwa byli zmuszeni do składania fałszywych zeznań, także pod groźbą pistoletu. W śledztwie istniała też wersja o zamieszkach wywołanych przez Rosjan w jakiejś pobliskiej restauracji, być może "Dworcowej".
Miejsce pochowania zwłok Sowietów nie jest znane (łącznie zabito ich pięciu). Brak jest ich nazwisk w wykazie cmentarza na ul. Jagiełły.